# Mompha langiella
Mompha locupletella là một loài bướm đêm thuộc họ Momphidae. Loài này có ở hầu hết châu Âu, except parts of the Balkan Peninsula and the Mediterranean Islands.
Sải cánh dài 10–11 mm. Con trưởng thành bay từ tháng 4 đến tháng 9.
Ấu trùng ăn Circaea x intermedia, Circaea lutetiana, Chamerion angustifolium, Epilobium collinum, Epilobium hirsutum, Epilobium montanum and Epilobium parviflorum. Chúng ăn lá nơi chúng làm tổ.

## Hình ảnh

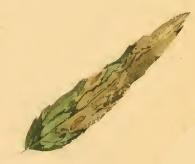
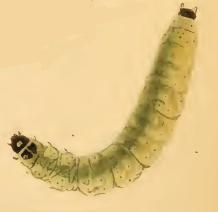
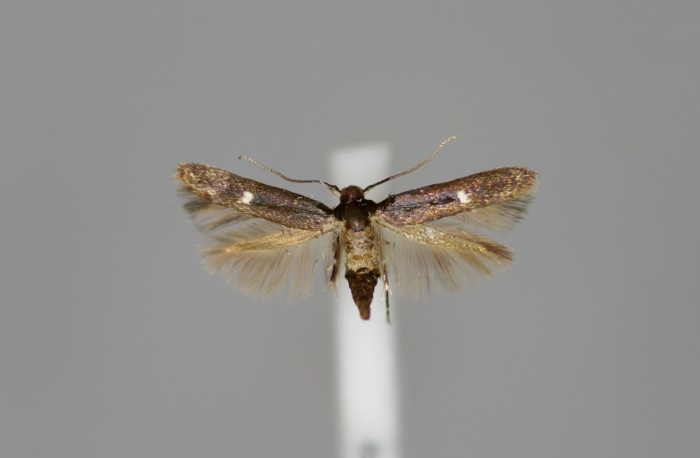
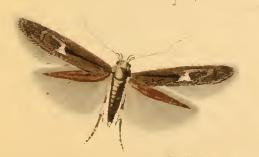